# Залата Федір Дмитрович
Залата Федір Дмитрович (21.08.1914 — 23.12.1993) — український, радянський письменник, прозаїк. Брат Леоніда Залати.

## Життєпис
Народився 21 серпня 1914 року в селі Різдв'янське (зараз Сиваське) на Херсонщині.
Працював піонервожатим в середній школі ім. Леніна в місті Генічеську. Був комсоргом заводу, завідувачем відділу Генічеського райкому комсомолу. Після служби в армії закінчив Московське прикордонне училище, командував ротою винищувального прикордонзагону.
Під час радянськ-німецької війни брав участь у боях під Києвом, Львовом, Ленінградом. Після закінчення війни до 1953 року працював в органах КДБ. У 1953 році прийнятий у Спілку письменників СРСР. Активно писав і друкувався. Одинадцять років очолював Дніпропетровську обласну письменницьку організацію (1968—1979 р.р.). Помер 23 грудня 1993 року. Похований в м. Дніпропетровськ.

## Творчий здобуток
Прозаїк, автор романів «Ствол», «На юге», «Перевал», «Жизнь и смерть», «На перевале», «В степи под Херсоном», «Узлы», «Обыкновенное дело» та інші.
За роман «Ствол» був визнаний лауреатом всеукраїнського конкурсу. Твори Залати перекладені башкірською, вірменською та угорською мовами.

## Нагороди
- орден Червоного Прапора II ступеня
- медаль «За взяття Будапешта»
- медаль «За взяття Кенінсберга»
- медаль «За бойові заслуги»
- два ордена Дружби Народів
- орден Трудового Червоного Прапора
- Почесна грамота Президії Верховної Ради УРСР.